# József Kauser
József Kauser (* 7. Mai 1848 in Pest, Kaisertum Österreich; † 25. Juli 1919 in Budapest) war ein ungarischer Architekt.

## Leben
Kauser stammt aus einer Familie, die seit dem ausgehenden 18. Jahrhundert zahlreiche Steinmetze und Architekten hervorbrachte, deren Arbeiten das städtebauliche Bild Budapests mitprägen. Er war ein Sohn von Johannes Nepomuk Kauser und begann sein Architekturstudium 1865 am Joseph Polytechnicum in Budapest. Im Wintersemester 1866/67 war er am Polytechnicum in Zürich immatrikuliert. Im Oktober 1868 wurde er an der École Impériale et Spéciale des Beaux Arts in Paris eingeschrieben (Registriernummer 2658). und im April 1870 als élève im Atelier von Charles-Jean Laisné angenommen. Während des Deutsch-Französischen Krieges 1870/1871 ging er nach Wien und studierte bei Theophil Hansen, dem Leiter der Spezialschule für Architektur an der Akademie der bildenden Künste Wien. Wieder in Paris, setzte er seine Studien bis 1873 fort und wurde für seine Leistungen mehrfach ausgezeichnet.
1874 kehrte er nach Budapest zurück und wurde zunächst Mitarbeiter im Architekturbüro seines Bruders János Kauser, ehe er sich verselbständigte.
Seine historistisch geprägten Werke sind vor allem der französischen und deutschen Neurenaissance sowie der Neuromanik zuzuordnen. Als Miklós Ybl 1891 starb, wurde József Kauser als Nachfolger mit der Aufgabe betraut, die Innenausstattung der St.-Stephans-Basilika (Budapest) zu leiten und damit den Bau zu vollenden. Es ist sein Hauptwerk, das er 1905 beendete und das ihn berühmt machte.

### Familie
Laut Akten im ungarischen Staatsarchiv und Hermann Baum.
Joseph Kauser (1787–1841), Steinmetzmeister
- Johannes Nepomuk Kauser(1817–1871), Steinmetzmeister
  - János Kauser (1847–1925), Architekt
  - József Kauser
    - József Kálmán Kauser (1881–1940), Architekt

  - Gyula Kauser (1855–1920), Architekt
    - Andor Kauser (1884–1951), Architekt
- Leopold Dominikus Kauser (1818–1877), Steinmetz und Architekt
- Joseph Stephan Kauser (1830–1905), Architekt und Bauingenieur
- Jakob Kauser (1833–1893), Steinmetzmeister
  - Stefan Kauser (1867–1911), Steinmetzmeister
  - Béla Kauser (1873–1910), Architekt

### Werke (Auswahl)
- Mitarbeit bei der Bauplanung für die ungarische Abteilung auf der Pariser Weltausstellung 1878
- Kirche in Újpest
- Miklós Röser-Bazár, Károly körút 22
- Gebäude des MÁV-Pensionsvereins, Andrássy út 83-85
- Stefania-Kinderkrankenhaus, Üllői út
- Ludovika-Akademie (Militärakademie), neues Seitengebäude
- Pavillon der hauptstädtischen Commune auf der Landesausstellung in Budapest 1885[10]
- MÁV-Gebäude, Kerepesi út
- Reformiertes Gymnasium, Lónyai utca 4–8
- Dollinger-Haus, Rákóczi út 52
- Károly Becker-Haus, Kossuth Lajos utca 11
- Innengestaltung der St. Stephans-Basilika
- Reformiertes Gymnasium in Kiskunhalas
- St. Ladislaus Krankenhaus, Gyáli út
- Gebäude der Endstation der Pferdebahn, Auwinkel (Zugliget)
- Städtische Gewerbezeichenschule, heute Török Pál utca
- Dienstgebäude des Volkstheaters, Csokonai utca
- Wasserturm, Csokonai utca 3
- Gymnasium in Ungvár
- Sancta Maria-Mädchenschule; Gebäude der Englischen Fräuleins, Irányi-Molnár utca
- Klinik für Geburtshilfe und Frauenheilkunde der Universität Budapest
- Pallas Verlag und Druckerei-Gebäude, Gorove und Kálmán u.
- Volksschule, Váci út 57-61
- „Herz Jesu“-Kirche und Pfarrhaus, Maria u. 25
- Pathologisches Institut an der Universität für Medizinische Wissenschaften, Üllői út
- Karoly Gerlóczy-Haus in Kőbánya, Hölgy utca 13
- Klinik für Stomatologie, Szentkirályi u. 40
- Evangelisch-Reformierte Kirche in Erzsébetváros, in Zusammenarbeit mit József Kálmán Kauser

### Auszeichnungen und Ehrungen
Laut dem am 27. Januar 1916 von József Kauser eigenhändig geschriebenen Lebenslauf und weiteren Quellen.
- Österreichisch-kaiserlicher Franz-Joseph-Orden, Ritterkreuz (1879)
- Österreichisch-kaiserlicher Orden der Eisernen Krone, Abz. III. Klasse (1885)
- Officier d’Académie (Frankreich)
- Medaille auf der Pariser Weltausstellung 1900
- Auszeichnung „Legfelsöbb elismerés“ (dt.: „Höchste Anerkennung“) (1907)
- Mitglied im nationalen Rat für die öffentlichen Bauten (1908)
- Externes Mitglied der Architekten-Diplom-Prüfungskommission der Ungarischen königlichen Joseph-Universität
- Mitglied im nationalen Denkmal-Ausschuß (1910)
- Königlicher Hofrat (1911)
- Mitglied im nationalen Rat für die bildenden Künste (1913)
- Correspondierendes Mitglied der Zentral-Vereinigung der Architecten der im Reichsrate vertretenen Königreiche und Länder, Wien

Am 5. Mai 1922 wurde Kauser auf dem Kerepesi temető in ein Grab umgebettet, das seit 2001 zu den geschützten Grabstätten gehört. Gestorben am 25. Juli 1919, nur fünf Tage, bevor die am 25. Juni 1919 von Bela Kun verkündete Diktatur des Proletariats, bzw. die Ungarische Räterepublik am 1. August 1919 ihr Ende fand, wurde er am 27. Juli 1919 in einem alles andere als standesgemäßen Grab (Grabstelle 151-0-2-70) auf dem Rákoskeresztúr-Friedhof beerdigt. Auf Antrag des Ungarischen Ingenieur- und Architektenvereins (Magyar Mérnök- és Építész-Egylet) bewilligte die Stadtverwaltung seine Umbettung in ein Ehrengrab nahe dem Ferenc Deák-Mausoleum. Die Überführung und Grablegung fand unter Anteilnahme zahlreicher Schüler, Freunde und Verehrer des Verstorbenen statt.

### Veröffentlichungen (Auswahl)
- Néhany szó az országos mintarajztanoda idei kiállitásáról. Építő Ipar 1877.
- A Jézus szt. szíve temploma és a középkori magyar templomok azonos stylusa. Építő Ipar, 1898.
- Az oltárok alakjainak fejlődési folyamata a századokon át. Építő Ipar, 1907.
- Az Operaház kibővítésének kérdéséhez. Építő Ipar, 1910.
- A magyar építőművészeti stylus első kisérlete. Visszaemlékezései a budapesti Vigadó felépítésére (1861) és tervezö épitészére. Építő Ipar, 1915.
- A magyar építőművészeti stílus eszméje. Pesti Hirlap 7. März 1915, S. 34–36.
- Feszl Frigyes (a Vigadó építészének) életrajza (1821–1884). Manuskript, publiziert von Komárik, Dénes in: Ars Hung. lX. 1993. 1, S. 113–126.